# 漢口空襲 (1939年10月)
漢口空襲又稱漢口機場空襲發生于1939年10月，是在中國抗日戰爭中發生的一次大規模空襲行動。中華民國與苏联航空志愿队組成聯合航空隊，對日本佔領下的漢口（今中國武漢市）發動空襲行動。在10月3日與10月14日，中蘇聯合航空隊對漢口的日軍航空基地分別展開二次空襲行動，共進行三次轟炸，對日軍造成嚴重損失。
10月3日下午2點35分發動的第一次轟炸，聯合航空隊派了十二架蘇製SB-2中型高速轟炸機以編隊飛臨湖北日軍漢口機場施行奇襲轟炸，炸毀日機160餘架，是二次大戰中單一轟炸行動所殲滅敵機數第二多的，僅次於珍珠港事變。是役中多名日本高級軍官被炸死，日本海軍少將塚原二四三在這次空襲行動被炸斷左手，致使他無法按原訂計畫參與中途島戰役，而改由南雲忠一指揮。這次戰役一般被認為是苏联航空志愿队在抗日戰爭期間最大的一次勝利。